# Rechtsstelsel

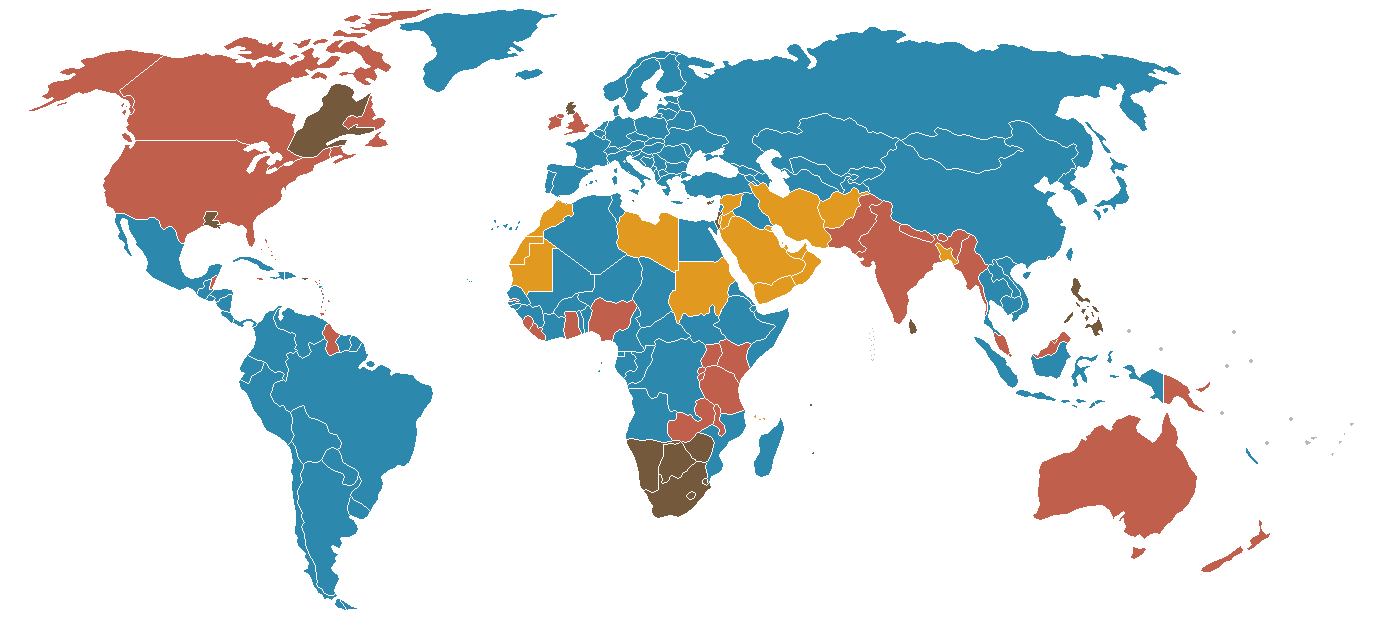
Rechtsstelsels in de wereld:
Continentaal recht
Common law
Gemengd continentaal recht en common law
Gewoonterecht
Fiqh (islamitisch recht)

Een rechtsstelsel is het geheel van wetgeving, rechtspraak en rechtsleer, dat geldt in een of meer landen op een bepaald tijdstip. Aan de basis van een rechtsstelsel ligt meestal een historisch gegroeid geheel van opvattingen omtrent recht en rechtvaardigheid, die rechtsfilosofie worden genoemd.

## Westerse rechtsstelsels
In de meeste Europese landen geldt het continentaal recht. Dit recht is voornamelijk gebaseerd op wetboeken die abstracte regels bevatten (bijvoorbeeld het Burgerlijk Wetboek). De rechter dient deze te gebruiken om tot een uitspraak te komen in de voorliggende rechtszaak. Het continentaal recht kent over het algemeen geen verplichte precedentwerking: de continentale rechters zijn in principe niet gebonden door oudere rechtspraak.
De common law is het rechtsstelsel dat geldt in de Anglo-Amerikaanse wereld. Dit stelsel is voornamelijk gebaseerd op een geheel van oudere rechterlijke uitspraken. Rechters moeten zelf abstracte regels putten uit dit geheel en moeten deze dan toepassen op de rechtszaak die voorligt. De common law kent een strenge precedentwerking, ook wel bekend als stare decisis, die ervoor zorgt dat een common law-rechter bijna volledig gebonden is door oudere rechtspraak.